# Personal Computer Games
Personal Computer Games, anche abbreviato come PCG, è stato un periodico inglese incentrato sui videogiochi pubblicato nella prima metà degli anni ottanta da VNU.

## Storia
Personal Computer Games venne lanciata nell'estate 1983 e si distinse negli anni per aver lanciato numerosi giornalisti videoludici, quali Bob Wade, Peter Connor e Chris Anderson, il quale avrebbe poi fondato Amstrad Action, Zzap!64 (con Wade) e la casa editrice Future Publishing, con Wade e Connor. Altri furono Steve Cooke e Samantha Nemens.
I computer di cui si occupava la rivista furono lo ZX Spectrum, il Commodore 64 e il BBC Micro, ma anche Atari 8-bit, Electron, Vic 20 e Amstrad CPC.

## Screen Test
Una delle molte sezioni influenti della rivista erano le pagine Screen Test in cui venivano recensiti gli ultimi giochi. La colonna, che esprimeva le opinioni dei recensori sui titoli videoludici, era composto dallo staff e da diversi contributi dei lettori. La recensione era strutturata con una spiegazione del gameplay e poi tre opinioni di altrettanti giornalisti erano fornite in un box alla fine. Le valutazioni PCG erano a base dieci, con un punteggio dato alla grafica, al suono, all'originalità e all'interesse duraturo.

## Game of the Month
La rivista conferiva un premio di gioco del mese, il "Game of the Month" (titolo definitivo introdotto solo nel numero 3, dato che nel numero 2 era "Screen Star").
- Estate 1983 (N. 1): nessun riconoscimento
- Gennaio 1984 (N. 2): Manic Miner (ZX Spectrum) - "Screen Star"
- Febbraio 1984 (N. 3): Revenge of the Mutant Camels (Commodore 64)
- Marzo 1984(N. 4): Scuba Dive (ZX Spectrum)
- Aprile 1984 (N. 5): Forbidden Forest (Commodore 64)
- Maggio 1984 (N. 6): Jet Set Willy (ZX Spectrum)
- Giugno 1984 (N. 7): Fortress (BBC Micro)
- Luglio 1984 (N. 8): Loco (Commodore 64)
- Agosto 1984 (N. 9): The Lords of Midnight (ZX Spectrum)
- Settembre 1984 (N. 10): Quo Vadis (Commodore 64)
- Ottobre 1984 (N. 11): Ancipital (Commodore 64)
- Novembre 1984 (N. 12): Pyjamarama (ZX Spectrum)
- Dicembre 1984 (N. 13): Boulder Dash (Commodore 64)
- Gennaio 1985 (N. 14): Underwurlde e Knight Lore (ZX Spectrum)
- Febbraio 1985 (N. 15): Impossible Mission (Commodore 64)

## Allegati
Nel febbraio 1984 PCG fece uscire un Flexy-disc contenente dei programmi che potevano essere trasferiti su cassetta, quali quelli gratuiti per Vic 20, Spectrum, BBC e Dragon 32/64. Da qui Chris Anderson prese spunto per introdurre la pratica di inserire delle cassette omaggio in alcuni numeri, a partire dal 13 di dicembre 1984, che presentava una cassetta Christmas Mega Gift contenente dodici demo di giochi per Spectrum, BBC e C64.